# Okinoshima (isola)
Okinoshima (沖ノ島?, Okinoshima) è un'isola del mar del Giappone, al largo della costa della città di Munakata, nella prefettura di Fukuoka.
L'intera isola è considerata un kami dello shintoismo e, in quanto isola sacra, venerata come una divinità, è soggetta a restrizioni d'ingresso. Fino al 2017 gli uomini potevano visitarla solo un giorno all'anno; per le donne vige il divieto di accesso (nyonin kinsei).
Okinoshima è presidiata e vegliata a turno da uno dei sacerdoti shintoisti che trascorrono un periodo di dieci giorni sull'isola, pregando e custodendone l'integrità. L'unico abitante è un monaco incaricato della manutenzione del Santuario Okitsu-miya.
Nel 2017, in quanto «eccezionale esempio della tradizione di culto di un'isola sacra», è stata dichiarata patrimonio mondiale UNESCO, sotto il nome di «isola sacra di Okinoshima e siti associati nella regione di Munakata».

## Geografia
Okinoshima si trova nell'area marina di Genkai-nada, nel tratto di mare che separa il Giappone dalla Corea del Sud, a circa 60 chilometri dalla costa di Kyushu, la terza, in ordine di grandezza, delle quattro maggiori isole che compongono l'arcipelago giapponese, a 65 chilometri dall'isola di Tsushima e a 145 chilometri da Busan, nella Corea del Sud.
Okinoshima ha una superficie di 0,97 km²; è lunga 1,5 km e larga circa un chilometro. Un crinale si estende per tutta la lunghezza dell'isola, il cui punto più alto, l'Ichinodake (岳), raggiunge 244 metri; sulla sua cima si innalza la torre bianca del faro di Okinoshima (沖ノ島灯台, Okinoshima Tōdai).
Risultano parte di Okinoshima tre scogliere adiacentiː l'isola Koya-Shima (o Koyajima)  (小屋島), di circa 2,5 ettari di larghezza, e una coppia di alti scogli, situati un chilometro a sud-estː Mikadobashira (御門柱), alto 29 metri, e Tengu-iwa (天狗岩), alto 22 metri.

## Santuario Okitsu
Nella parte sud-occidentale dell'isola, a circa 80 metri sul livello del mare, si trova il santuario di Okitsu-miya, uno dei tre santuari shintoisti di Munakata, denominati con il nome collettivo di Munakata Taisha (宗像大社), la cui esistenza è testimoniata nei due documenti storici più antichi del Giappone, il Kojiki (古事記) e il Nihon shoki (日本書紀). Nel Kojiki si narra che la dea del sole Amaterasu, antenata della famiglia imperiale, generò tre figlie dalla spada di Susanoo che si stabilirono in alcune isole del Giappone e furono adorate dal clan Munakata che governò la regione a partire circa dal IV secolo.
I tre santuari, situati in tre isole separate, sono dedicati alle tre dee Munakata (宗像三女神, Munakata-sanjojin), e in particolare quello presente nell'isola di Okinoshima è ritenuto sede della dea Tagorihime (田心姫神), la dea della nebbia marina.
Prima che fosse edificato l'Okitsu-gū, circa nella metà del XVII secolo, si ritiene che il sito circostante fungesse da luogo per il culto dei kami. Il santuario nel corso del tempo è stato sottoposto diverse volte a riparazioni e ricostruzioni; la forma attuale risale al 1932.

## Sito religioso
Gli abitanti della regione di Munakata chiamano Okinoshima "kami yadoru shima 神宿る島", "isola sacra" o, letteralmente, "isola dove dimora il dio". Reperti archeologici testimoniano pratiche di culto risalenti al IV e continuate fino alla fine del secolo IX; si ritiene che l'isola facesse parte di un'importante rotta commerciale che collegava l'arcipelago giapponese, la penisola coreana e la Cina.
I pescatori svolgevano rituali per una navigazione sicura offrendo agli dei dell'isola doni che includevano spade, lingotti di ferro, specchi elaborati e teste di drago di bronzo. In vari siti dell'isola sono stati rinvenuti oltre 80.000 manufatti, fra cui oggetti in terracotta, attrezzi agricoli, pendenti, specchi della Cina della dinastia Wei, anelli d'oro della penisola coreana e frammenti di una ciotola di vetro della Persia, ora in parte considerati tesori nazionali e custoditi nel Santuario Hetsu-miya sull'isola di Kyūshū.
Si narra che all'inizio del XVII secolo un feudatario cristiano, Kuroda Nagamasa, si fosse impossessato delle offerte, collocandole in una torre del suo castello. Secondo la leggenda, la torre avrebbe iniziato a tremare, mentre oggetti luminosi attraversavano il cielo. Il regno di Nagamasa sarebbe stato colpito da disastri naturali, la popolazione da malattie e lutti. Quando Nagamasa si decise a riportare gli oggetti sull'isola, i cattivi eventi cessarono.

## Patrimonio dell'umanità UNESCO
Nel 2009 l'isola è stata candidata nella lista del patrimonio mondiale dell'UNESCO come parte dei siti correlati della regione di Munakata; oltre all'organizzazione di convegni e alla pubblicazione di materiali in sostegno della candidatura, nel 2015 il comitato promotore ha curato la pubblicazione di un manga intitolato Umi no tami Munakata: Genkainada no mamorigami.
Okinoshima ha ottenuto lo status di sito del patrimonio mondiale dell'UNESCO il 9 luglio 2017. In seguito al riconoscimento, molti religiosi, temendo un aumento di visitatori sull'isola che ne avrebbe minacciato la sacralità, si sono impegnati a tutelarla da qualunque ingerenza esterna. Takayuki Ashizu, il sommo sacerdote di Munakata Taisha, ancora prima della nomina, aveva affermatoː "Non apriremo Okinoshima al pubblico, anche se verrà iscritta nella lista UNESCO, perché le persone non devono visitarla solo per curiosità".

## Accesso
L'accesso all'isola è consentito ai sacerdoti shintoisti e agli scienziati responsabili della conservazione del sito. I pescatori si limitano al porto e non entrano all'interno dell'isola.
Sulla base dei principi religiosi shintoisti, le donne non vi possono accedere (nyonin kinsei). Tale divieto è stato ribadito anche durante la candidatura di Okinoshima nella lista dei siti Patrimonio dell'umanitàː il clero scintoista, proprietario e gestore dell'isola, ha sostenuto di non ritenere questa esclusione un elemento negoziabile.
Prima di ricevere lo status di patrimonio mondiale dell'UNESCO nel 2017, duecento persone (tutti maschi), estratti a sorte, potevano visitare l'isola una volta all'anno, il 27 maggio, per commemorare i soldati russi e giapponesi deceduti nel Mar del Giappone nella guerra del 1905. Nel luglio 2017, dopo la proclamazione dell'UNESCO, è stato annullato a tempo indeterminato "lo sbarco sull'isola di persone comuni".
Okinoshima è protetta da una serie di tabù rigorosamente osservati e non scritti che coinvolgono la condotta sia dentro che fuori l'isola. Chi vi accede è tenuto a sottoporsi a un rituale di purificazione che consiste nel denudarsi e lavare il proprio corpo nelle acque dell'oceano. È vietata la rimozione di qualsiasi oggetto (comprese pietre, terra, fili d'erba); nessuno può parlare di ciò che ha visto o sentito durante il proprio soggiorno (oiwazu-no-shima ).

## Area protetta
L'isola, insieme al vicino isolotto della barriera corallina di Koyajima, è stata riconosciuta come Important Bird Area (IBA) da BirdLife International perché ospita popolazioni di colombacci giapponesi (Columba janthina), berte striate (Calonectris leucomelas), uriette crestate (Synthliboramphus wumizusume) e locustelle Pleskei (Warbler Locustella pleskei).
Okinoshima si distingue anche per le sue bellezze naturali, come le rigogliose foreste vergini.

## Galleria d'immagini

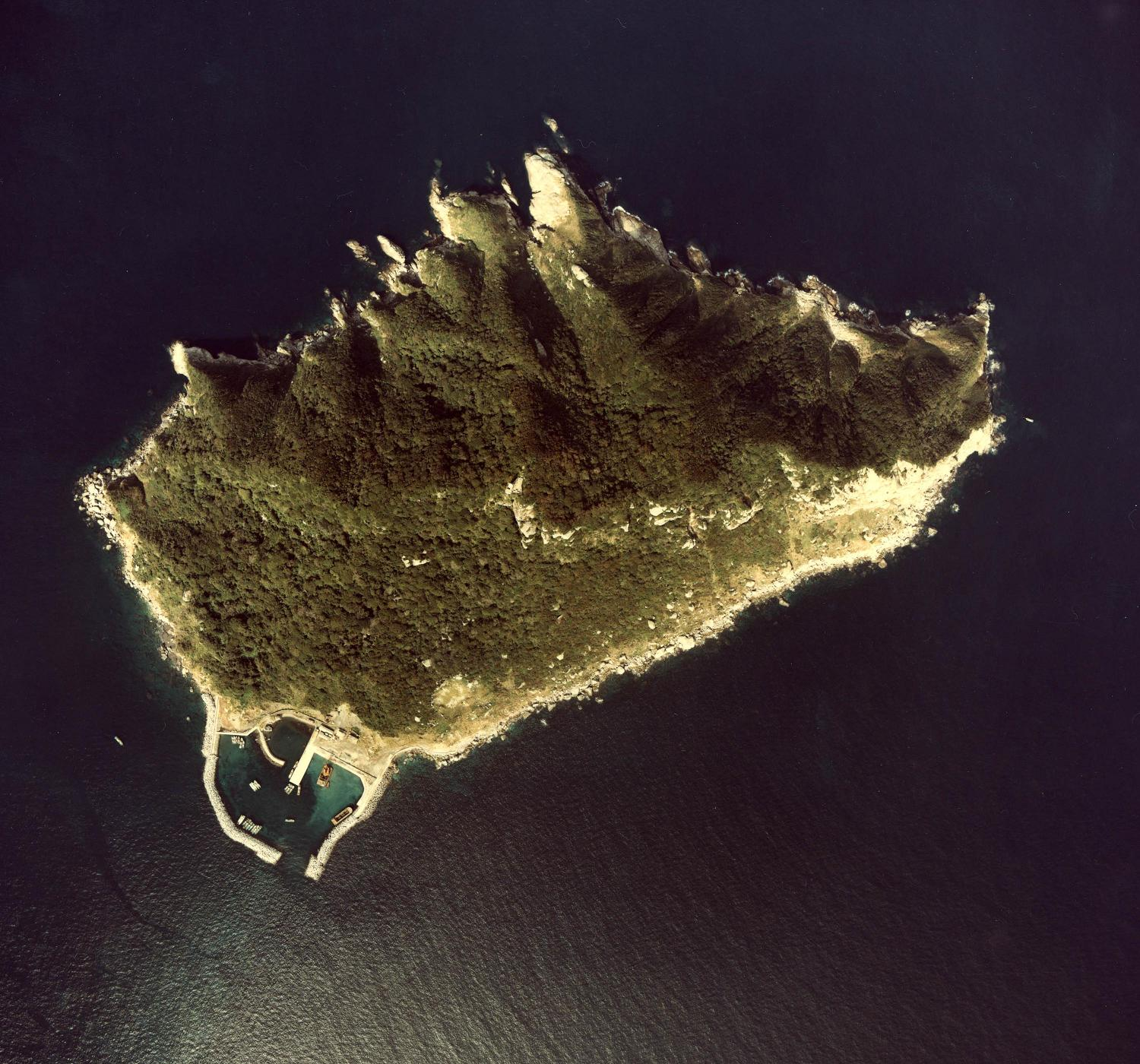
L'isola vista dall'alto
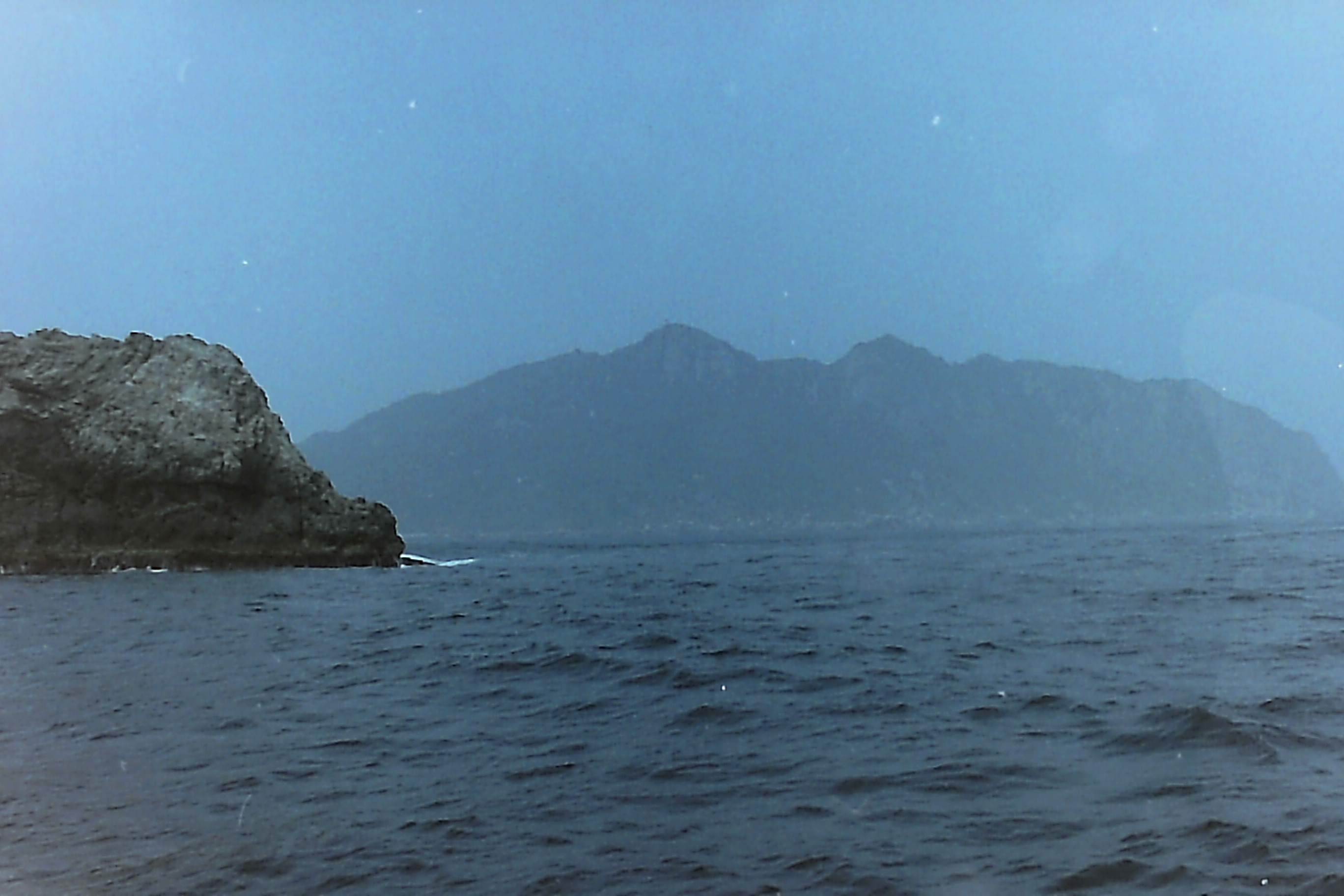
L'isola sacra e Koyazima
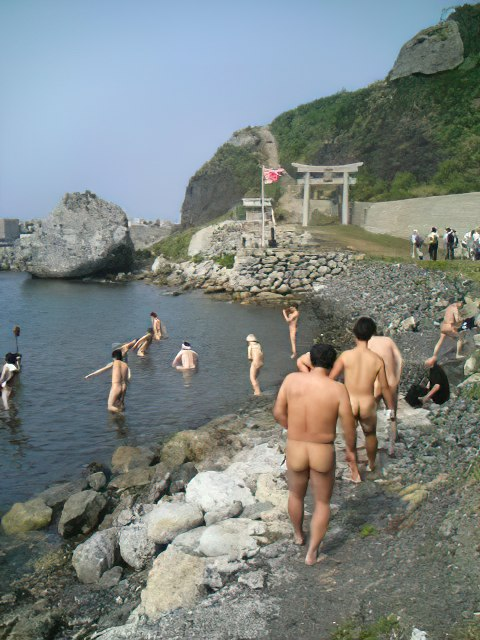
Cerimonia purificatrice
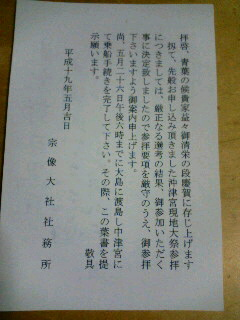
Permesso d'ingresso all'isola

### Video/documentari
- (EN) Okinoshima Heritage, The Sacred Island of Okinoshima and Accociated Sites in the Munakata Region, 4 giugno 2019. URL consultato il 4 dicembre 2021.

- (EN) The sacred Island of Okinoshima 1/2, 18 giugno 2010. URL consultato il 5 dicembre 2021.
- (EN) The sacred Island of Okinoshima 2/2, 18 giugno 2010. URL consultato il 4 dicembre 2021.